# Pravo u 1629.
◄◄ | ◄ | 1626. | 1627. | 1628. | 1629.  | 1630. | 1631. | 1632. | ► | ►►
Arhitektura • Astronomija • Glazba • Kazalište • Kiparstvo • Knjige • Književnost • Kršćanstvo • Medicina • Politika • Pravo • Promet • Slikarstvo • Znanost
Pravo u 1629.

## Hrvatska i u Hrvata

### Događaji
- Hrvatski sabor donio Vlaški zakon

## Vanjske poveznice
|  | Zajednički poslužitelj ima još gradiva o temi Pravo |